# Gouvernement Tunis
Das Gouvernement Tunis (arabisch ولاية تونس, DMG wilāyat Tūnis) ist eines der 24 Gouvernements in Tunesien. 
Es liegt im Norden des Landes, hat eine Fläche von 346 km² und 1.002.900 Einwohner. Die Hauptstadt ist das gleichnamige Tunis, auch Hauptstadt Tunesiens.